# Zorgverzekeraars Nederland
Zorgverzekeraars Nederland (ZN) is de belangenorganisatie van ondernemingen die in Nederland verzekeringen voor ziektekosten (zorgverzekeringen) aanbieden.
De organisatie bestaat sinds 1 januari 1995 en is het resultaat van de fusie van de Vereniging van Nederlandse Ziekenfondsen (VNZ) en het Kontaktorgaan Landelijke Organisaties van Ziektekostenverzekeraars (KLOZ). De ondernemingen die lid zijn komen ten minste twee keer per jaar bij elkaar. Deze vergadering benoemt het bestuur. Bij de oprichting in 1995 werd Hans Wiegel voorzitter. In 2012 werd hij opgevolgd door André Rouvoet, deze werd in 2020 opgevolgd door Dirk Jan van den Berg. 
De organisatie telt ongeveer 90 medewerkers en is gevestigd in Zeist.